# Plhov (Hornosázavská pahorkatina)
Plhov je zalesněný, málo navštěvovaný vrch poblíž města Chotěboř, který se nachází nad čistírnou odpadních vod asi 1 km severovýchodně od města. Z druhé strany se nachází tzv. Slavíkova louka. Pod jeho západním svahem protéká Kamenný potok.

## Historie
Ve středověku se zde nacházela stejnojmenná osada, která náležela k obci Předboř a později k obci Bezděkov.